# Bob Denard
Bob Denard alias Jean Maurin, alias Said Mustafa M’adhjou, urodzony jako Gilbert Bourgeaud (ur. 7 kwietnia 1929 w Bordeaux, zm. 13 października 2007 w Pontault-Combault) – francuski pułkownik, żołnierz i najemnik.

## Życiorys
Urodził się w Bordeaux we Francji w bogatej rodzinie kupieckiej. Służył w armii francuskiej w Indochinach i Maroku. Następnie po demobilizacji walczył jako najemnik u boku Moïse Tshombego w Katandze, gdzie poznał dowódcę najemników pułkownika Rogera Faulquesa, pracującego na zlecenie Jacques’a Foccarta będącego przedstawicielem rządu Francji.
W 1968 roku razem z innymi najemnikami pomagał policji rozpędzać studenckie manifestacje w Paryżu.
Brał udział w kilkunastu zamachach na rząd republiki Komorów, z której chciał utworzyć azyl dla piratów, czyli ściganych listami gończymi najemników.
Wyspy archipelagu stały się bazą logistyczną do wypadów na przyczółki komunizmu w Afryce. Na Komorach został muzułmaninem, przyjął nazwisko Said Mustafa Mahdjoub i przez 11 lat spłodził ośmioro dzieci z sześcioma żonami.
Pod koniec życia powrócił do Francji, gdzie został aresztowany i skazany za ostatni zamach w Beninie na 5 lat w zawieszeniu.
Wydał autobiografię pt. Korsarz republiki.